# اکترک
اکترک (به لاتین: Akterek) یک منطقهٔ مسکونی در قرقیزستان است که در استان اوش واقع شده‌است.

## خصوصیات
اکترک ۱٬۹۰۰ متر بالاتر از سطح دریا واقع شده‌است.